# Symphlebia rosa
Symphlebia rosa är en fjärilsart som beskrevs av Druce 1909. Symphlebia rosa ingår i släktet Symphlebia och familjen björnspinnare. Inga underarter finns listade i Catalogue of Life.